# Hermansjön
Hermansjön är en sjö i Sollefteå kommun och Örnsköldsviks kommun i Ångermanland och ingår i Nätraåns huvudavrinningsområde. Sjön har en area på 2,57 kvadratkilometer och ligger 308 meter över havet.

## Delavrinningsområde
Hermansjön ingår i det delavrinningsområde (704149-158052) som SMHI kallar för Utloppet av Hermansjön. Medelhöjden är 341 meter över havet och ytan är 23,34 kvadratkilometer. Räknas de 3 avrinningsområdena uppströms in blir den ackumulerade arean 29,75 kvadratkilometer. Avrinningsområdets utflöde Nätraån mynnar i havet. Avrinningsområdet består mestadels av skog (74 procent). Avrinningsområdet har 2,85 kvadratkilometer vattenytor vilket ger det en sjöprocent på 12,2 procent.